# Magik (Marvel)
Magik (echte naam Illyana Rasputin) is een personage uit de strips van Marvel Comics, die vooral betrokken is bij de X-Men. Ze werd bedacht door Chris Claremont en Dave Cockrum en verscheen voor het eerst in Giant-Sized X-Men #1 (mei 1975).
Oorspronkelijk was ze het kleine zusje van de X-Men Colossus. In de miniserie Magik (Illyana and Storm) uit 1983 werd ze zeven jaar ouder omdat ze een tijdje doorbracht in een paranormale dimensie genaamd de Demonic Limbo. Hierdoor werd ze een tovenares en ontwikkelde ze de mutantengave om 'teleportatie disks' op te roepen. Ze voegde zich bij de New Mutants. Ze stierf uiteindelijk aan het Legacy Virus.

## Biografie
Illyana Rasputin werd geboren in de Ust-Ordynski Collectieve boerderij in Siberië. Haar oudere broers, Mikhail Rasputin en Piotr "Peter" Nikolaievitch Rasputin waren beide mutanten. Derhalve bestond het vermoeden dat Illyana ook een mutant kon zijn.
Toen Illyana zes was werd ze ontvoerd en naar de Verenigde Staten gebracht door Arcade, die haar en enkele andere gijzelaars gebruikte om de X-Men aan zijn kant te krijgen en met hen Dr. Doom te verslaan. Ze werd gered en naar Xaviers school gebracht.
Kort hierna werd ze weer ontvoerd, ditmaal door de extradimensionale demonen Belasco en S'ym. Ze werd opgevoed door de corrupte Belasco in de Demonic Limbo, die haar zwarte magie leerde gebruiken. Later kreeg ze ook les in het gebruik van goede magie door de Storm uit deze dimensie.
Illyana sloot zich aan bij Storm en Shadowcat. Via een stukje van haar eigen ziel creëerde ze het “Zielenzwaard” (Soulsword) en veroverde de Limbo. Uiteindelijk wist ze terug te keren naar de aarde, maar was inmiddels zeven jaar ouder geworden. Op de Aarde was echter nauwelijks tijd verstreken tussen haar ontvoering en haar terugkeer. Na haar terugkeer voegde ze zich bij de New Mutants.
In de loop der tijd kreeg haar lichaam langzaam een metalen vorm die, net als de metalen vorm van haar broer Colossus, haar toegenomen kracht en onkwetsbaarheid gaf. De demon N'astirh wist Illyana ertoe aan te zetten een enorme teleportatie disk te creëren tussen de aarde en de Limbo. Dit had de Inferno verhaallijn tot gevolg.
Aan het eind van de Inferno verhaallijn veranderde Illyana weer in en kind. Haar zwaard ging na lange tijd over op Amanda Sefton, die de nieuwe Magik werd. Illyana keerde terug naar Rusland om weer bij haar ouders te gaan wonen. Enkele maanden later werden zij echter vermoord door de Russische overheid om Illyana’s gave een psionisch wezen genaamd Soulskinner veilig te stelen. Illyana keerde terug naar haar broer en de andere X–Men. Korte tijd later liep ze het beruchte Legacy Virus op en stierf. Haar dood kwam als een grote tragedie voor Colossus, en plaagt hem nog dagelijks.
Magik, of in elk geval een versie van haar, dook op gedurende de House of M verhaallijn in de door Scarlet Witch gecreëerde alternatieve realiteit. Hierin was ze lid van een S.H.I.E.L.D. team van jonge mutanten. Ze teleporteerde naar de Limbo kort voordat de realiteit terugveranderde in wat hij moest zijn. Dit maakt dat veel fans ervan overtuigd zijn dat de House of M versie van Magik nog steeds bestaat.

### Terugkeer?
Het aankomende deel 37 van de serie “New X-Men” (volume 2) heet "The Quest for Magik". Het verhaal zal zich afspelen rondom Illyana. De Magik uit de House of M realiteit zal ook centraal staan in de plot.

## Krachten en vaardigheden
Magik heeft de mutantengave om zogenaamde “discs” te maken die haar in staat stellen te teleporteren via een andere dimensie. De dimensie waar ze het meest door reisde was de Limbo, of meer specifiek de "Demonic Limbo", "Limbo-Belasco", of "Otherplace". Ze slaagde er verder in zichzelf van het ene continent naar het andere te teleporteren, en zelfs interplanetair te teleporteren.
In tegenstelling tot de meeste teleporteurs uit het Marvel Universum kan Magic ook door tijd en ruimte teleporteren. Ze is al vaker enkele dagen, maanden of zelfs eeuwen in de tijd gereisd. Ze leerde van Dr. Strange dat ze grote potentie had voor tijdmanipulatie.
Magik is tevens een tovenares. Ze leerde haar magie gebruiken in de Limbo gedurende een verblijf van zeven jaar daar. Hoe sterk ze precies is, is niet bekend, maar zelfs de sterkste demonen uit de Limbo durfden haar niets te doen. Op Aarde is haar magie echter een stuk beperkter dan in de Limbo, en wordt vooral gebruikt middels het Soulsword.
Hoe meer Magik haar krachten gebruikte, des te meer verscheen er een magisch harnas op haar lichaam. Dr. Doom verklaarde later dat dit een natuurlijke kracht is van de persoon die de Limbo beheerst. Met dit harnas werd haar uiterlijk demonischer, inclusief horens en een staart.

## In andere media
- In de X-Men animatieserie uit de jaren 90 verscheen Illyana in de aflevering Red Dawn. Haar stem werd gedaan door Tara Strong. In die aflevering bleven zij en haar moeder bij Colossus en de X-Men toen die Omega Red bevochten.

- Illyana verscheen in het videospel X-Men Legends als een NPC personage.

- Illyana wordt genoemd in de romanversie van de film X-Men: The Last Stand.
- Illyana is te zien in The New Mutants (2020).
- Magik is één van de speelbare helden in de videogame Marvels Midnight Suns. In dit spel is ze één van de leden van de Midnight Suns.